# 메리다 UD
메리다 UD(스페인어: Mérida Unión Deportiva)는 스페인 엑스트레마두라주 바다호스도 메리다를 연고로 하는 축구단이다.  CP 메리다가 2000년에 재정난으로 인해 해체죄자 새롭게 창단된 구단이다. 에스타디오 로마노에서 홈경기를 치렀으며, 2013년 5월 19일에 해단했다.

## 역대 감독
| 감독                 | 임기        |
| -------------------- | ----------- |
| 후안 안토니오 세뇨르 | 1999 ~ 2000 |